# جيري مارتن
جيري مارتن (بالإنجليزية: Jerry Martin)‏ هو متزلج قفز أمريكي، ولد في 18 أغسطس 1950 في منيابولس في الولايات المتحدة.

## وصلات خارجية
- جيري مارتن على موقع الاتحاد الدولي للتزلج (القفز التزلجي) (الإنجليزية)
- جيري مارتن على موقع اللجنة الأولمبية الدولية (الإنجليزية)
- جيري مارتن على موقع أوليمبيديا (الإنجليزية)